# Homok alatt (film, 2000)
A Homok alatt (eredeti címe: Sous le sable) 2000-ben bemutatott francia filmdráma, amelyet François Ozon írt és rendezett. A produkció főbb szerepeiben Charlotte Rampling és Bruno Cremer. 2000. szeptember 11-én mutatták be a Torontói Nemzetközi Filmfesztiválon. A francia mozikban 2001. február 7-től vetítették. Magyarországon 2001-ben szerepelt a Titanic Nemzetközi Filmpresence Fesztivál programjában, a mozikban pedig 2002. augusztus 22-től volt megtekinthető.
A filmet három Európai Filmdíjra és három César-díjra jelölték, különösen Rampling alakítása részesült dicséretben.

## Cselekmény
Marie egy párizsi egyetem angol professzora. Férjével, Jeannal régóta boldog házasságban élnek. A családnak van egy nyaralója Landes-ban, ahol a vakációt is töltik. A tengerparton a férfi úszni megy, míg a nő napozik, majd elalszik. A férfi soha nem tér vissza. Az eltűnésének nincs szemtanúja, és holttestet sem talalnak. Lehet, hogy öngyilkos lett, lehet, hogy megfulladt. Marie nem fogadja el a halálát, és Párizsba való visszatérése után is folyton látja őt.
Marie viszonyba kezd, miközben tagadja férje halálát. Egy nap azonban a landes-i rendőrségtől kap egy hívást, hogy találtak egy holttestet egy halászhálóban. Barátai aggódnak Marie miatt, a szeretője is felajánlja neki a segítségét, de Marie visszautasítja. Amikor a nő meglátogatja Jean édesanyját, aki egy idősek otthonában él, Marie felveti neki, hogy Jean öngyilkos lehetett. Az édesanya határozottan tagadja, és Marie-ra keni a férfi eltűnését, mert nem volt jó feleség.
Marie végül elhatározza magát, hogy Landesba megy. A hatóság szerint az áldozat valószínűleg megfulladt, de annyi időt töltött a víz alatt, hogy elrothadt, és nem lehet könnyen azonosítani. Egy genetikai vizsgálat 90%-os egyezést mutat Jean anyjával, és a fogászati adatok is egyezni látszanak. Marie ragaszkodik a holttest megtekintéséhez, és sokkolja, amit lát. Megtalálják Jean karóráját is, amit Marie letagad, hogy felismeri. Később visszatér a tengerpartra, ahol a férfi eltűnt, meglát egy férfi alakot a távolban, és odarohan ahhoz, akiről azt hiszi, hogy Jean.

## Szereplők
| Szerep        | Színész            | Magyar hangja |
| ------------- | ------------------ | ------------- |
| Marie Drillon | Charlotte Rampling | Bordán Irén   |
| Jean Drillon  | Bruno Cremer       | Kránitz Lajos |
| Vincent       | Jacques Nolot      | Tordy Géza    |
| Amanda        | Alexandra Stewart  | Moór Marianna |
| Gérard        | Pierre Vernier     | Orosz István  |
| Suzanne       | Andrée Tainsy      | Hacser Józsa  |

## Fogadtatás

### Kritikai visszhang
A film kiváló értékeléseket kapott. A Rotten Tomatoeson 93%-os minősítést ért el 74 értékelés alapján, az összefoglaló szerint: „Rampling viszi a filmet a férje halálával megbirkózó nő finoman árnyalt alakításával.” Roger Ebert azt írta: „Mindkét Ozon-film képes arra, amit kevés rendező tud. Nyílt vagy nyilvánvaló jelzések nélkül is pontosan azt éreztetik velünk, amit a rendező szándékozik.” Michael Wilmington a Chicago Tribune-től azt írta: „Ozon mindezt olyan kísérteties hangulattal és lélegzetelállító intimitással veszi fel, Rampling pedig olyan őszintén és vakmerően játssza el, hogy a film a megtekintése után is megmarad az ember emlékezetében.” Peter Travers a Rolling Stone-tól azt írta: „Finom és lesújtó film.”
A MetaCritic 86 pontot adott a 100-ból 24 vélemény alapján. Stephen Hunter a Washington Posttól azt írta: „Charlotte Rampling olyan mélyen belevisz Marie Drillon fájdalmába, hogy az felkavar, megráz, és egy kicsit megdöbbent.” Paul Nechak a Seattle Post-Intelligencertől azt írta: „Lenyűgöző, vizuálisan gyönyörű filmes tanulmány, amely kétértelműségével frusztrálni fog néhány nézőt.” Loren King a Boston Globe-tól azt írta: „Lenyűgöző és felejthetetlen.”

### Bevételi adatok
A Box Office Mojo szerint a film 6,5 millió dolláros bevételt ért el, a költségvetésről nincs adat.

## Fontosabb díjak és jelölések
| Esemény                      | Díj             | Kategória                              | Eredmény |
| ---------------------------- | --------------- | -------------------------------------- | -------- |
| 2002-es César-gála           | César-díj       | Legjobb film                           | Jelölve  |
| 2002-es César-gála           | César-díj       | Legjobb színésznő – Charlotte Rampling | Jelölve  |
| 2002-es César-gála           | César-díj       | Legjobb rendező                        | Jelölve  |
| 2001-es Európai Filmdíj gála | Európai Filmdíj | Legjobb színésznő – Charlotte Rampling | Jelölve  |
| 2001-es Európai Filmdíj gála | Európai Filmdíj | Legjobb rendező                        | Jelölve  |
| 2001-es Európai Filmdíj gála | Európai Filmdíj | Közönségdíj – Charlotte Rampling       | Jelölve  |